# Liubomir Gheraskov
Liubomir Gheraskov (în bulgară Любомир Герасков; n. 27 decembrie 1968, Sofia, Republica Populară Bulgaria) este un gimnast artistic ce a reprezentat Bulgaria, medaliat olimpic. A participat la o ediție ale Jocurilor Olimpice (1988) în care a câștigat o medalie de aur.

## Participări
Lista de mai jos prezintă principalele competiții la care a participat Lubomir Geraskov de-a lungul carierei.
- gymnastics at the 1988 Summer Olympics – men's pommel horse[*]